# Ingvar Gärd
Gustaf Ingvar Bertil Gärd (ur. 6 października 1921 w Malmö, zm. 31 sierpnia 2006), szwedzki piłkarz, pomocnik i trener. Brązowy medalista MŚ 50.
Podczas MŚ 50 wystąpił we wszystkich pięciu meczach Szwecji w turnieju. Był wówczas piłkarzem Malmö FF. Po turnieju wyjechał zagranicę, po powrocie do ojczyzny został trenerem. Prowadził m.in. IFK Malmö i Trelleborgs FF.